# Estadio Luis de la Fuente
Az Estadio Luis „Pirata” de la Fuente a mexikói veracruzi agglomerációban található Boca del Río város egyik labdarúgó-stadionja, jelenleg a Tiburones Rojos de Veracruz otthona. Névadója a csapat egykori legendás játékosa, Luis de la Fuente y Hoyos, akit „El Pirata”, azaz A Kalóz néven is ismernek.

## Története
A Juan Arrieta tervei alapján épült stadiont 1968. március 19-én avatták fel, a szokásoktól eltérő módon azonban nem tartottak ünnepélyes nyitómérkőzést. Az avatáson részt vett Mexikó akkori elnöke, Gustavo Díaz Ordaz, egyik korábbi elnöke, Lázaro Cárdenas, valamint a Mexikói labdarúgó-szövetség elnöke, Guillermo Cañedo is.
Mai nevét 1982. május 22-én kapta meg, ugyanebben az évben avattak fel egy emléktáblát is a legendás játékos, Luis de la Fuente emlékére, amin a következő felirat olvasható: „Genio fuiste e inmortal serás en el Futbol Mexicano” („Géniusz voltál és halhatatlan leszel a mexikói labdarúgásban”).
Miguel Alemán elnök idején az addigi fapadokat műanyag székekre cserélték le, a következő években pedig tovább modernizálták a stadiont.
Nem csak labdarúgó-mérkőzéseket, hanem időnként koncerteket is rendeznek a stadionban. 2007-ben fellépett itt Shakira is.

## Az épület
A stadion lelátójának felső részén 18 000, az alsón 12 000 néző foglalhat helyet. Mivel a hazai csapat, a Tiburones Rojos nevének jelentése Vörös Cápák, ezért az épület bejáratához egy hatalmas, tátott szájú cápafejet építettek, melynek fogsora alatt lehet belépni a stadionba.